# Sobretensión (electricidad)
La sobretensión es un aumento, por encima de los valores establecidos como máximos, de la tensión eléctrica entre dos puntos de un circuito o instalación eléctrica.
En la mayoría de los casos, pueden causar graves problemas a los equipos conectados a la línea, desde su envejecimiento prematuro hasta incendios o destrucción de los mismos. En otros pocos, su efecto puede ser positivo, como en la recarga rápida o forzada de las baterías de litio-ferrofosfato.

## Puntos de entrada de las sobretensiones a la instalación
Cualquier conductor metálico puede ser la vía de conducción de las sobretensiones.
En las instalaciones eléctricas, las líneas de la red de distribución de energía eléctrica y la red de telefonía son las más propensas a sufrir sobretensiones, ya que tienen grandes tiradas de cables fuera de edificios, y forman una malla de interconexión entre todas los objetos encontrados en este.

## Tipos de sobretensiones
Existen dos tipos de sobretensiones: las sobretensiones permanentes y las sobretensiones transitorias.

### Sobretensiones permanentes
Las sobretensiones permanentes son aumentos de tensión superior al 10 por ciento de la tensión nominal y de duración indeterminada, generalmente debido a la descompensación de las fases, habitualmente causada por la rotura del neutro. La rotura de neutro provoca una descompensación en las tensiones simples, lo que produce en los receptores reducción de vida útil, destrucción inmediata e incluso incendios.

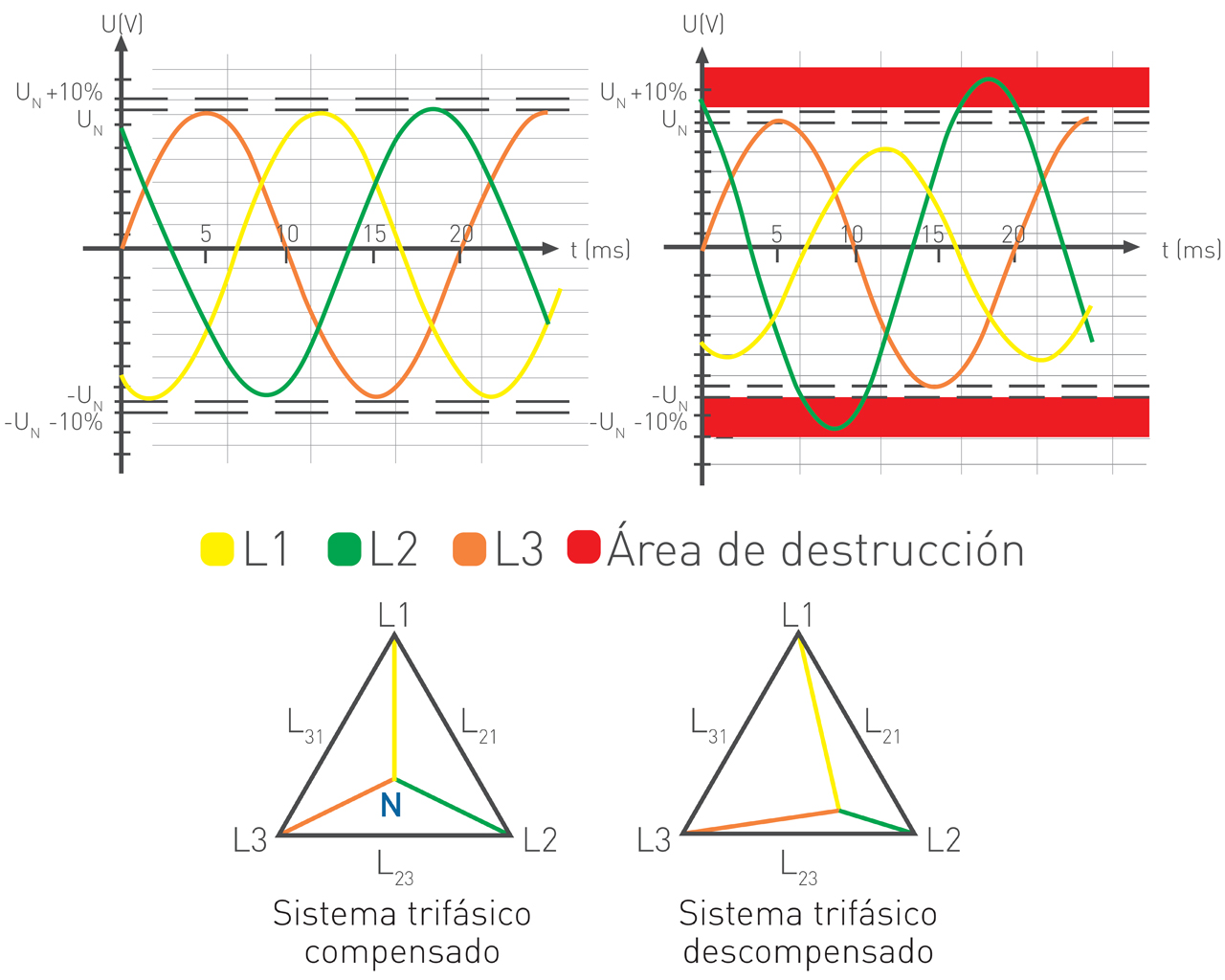
Gráfica de una sobretensión permanente. Si la totalidad o parte de nuestra instalación es monofásica y está conectada en la fase L2, los equipos conectados a ella se destruirán (zona marcada en rojo).

La alimentación de equipos con una tensión superior a aquella para la que han sido diseñados puede generar:
- sobrecalentamiento de los equipos
- reducción de la vida útil
- incendios
- destrucción de los equipos
- interrupción del servicio

El uso de estos protectores es indispensable en áreas donde se dan fluctuaciones del valor de tensión de la red.

#### Normativa relativa a las sobretensiones permanentes
Según el Artículo 16.3 del REBT 2002, "los sistemas de protección para las instalaciones interiores o receptoras para baja tensión impedirán los efectos de las sobreintensidades y sobretensiones que por distintas causas cabe prever en las mismas y resguardarán a sus materiales y equipos de las acciones y efectos de los agentes externos."
En determinadas zonas, el uso de dispositivos de protección contra sobretensiones, tanto permanentes como transitorias, es obligatorio de acuerdo con las normas técnicas particulares de las compañías eléctricas. Estas refuerzan el cumplimiento del artículo 16.3 del REBT 2002 e inciden en la obligación de la instalación de protectores contra sobretensiones permanentes.

### Sobretensiones transitorias
Las sobretensiones transitorias son picos de tensión que pueden alcanzar valores de decenas de kilovoltios y una duración del orden de microsegundos. Pueden ser originados por el impacto de un rayo o fenómenos atmosféricos (la principal causa) o por conmutaciones en la red. 

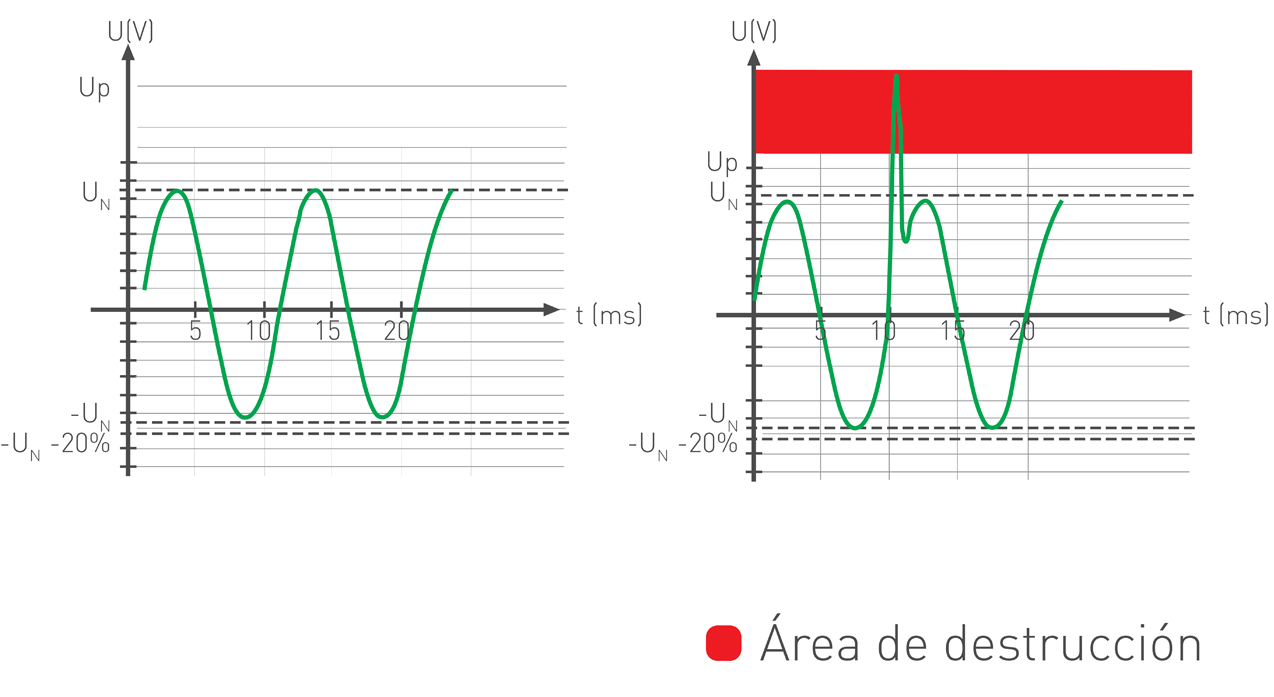
Gráfica de una sobretensión transitoria. Cuando el pico de tensión alcanza un valor superior al soportado por el equipo causa su destrucción (zona marcada en rojo).

Pueden causar la destrucción de los equipos conectados a la red provocando:
- daños graves o destrucción de los equipos
- interrupción del servicio

#### Normativa relativa a sobretensiones transitorias
Según el Artículo 16.3 del REBT 2002, "los sistemas de protección para las instalaciones interiores o receptoras para baja tensión impedirán los efectos de las sobreintensidades y sobretensiones que por distintas causas cabe prever en las mismas y resguardarán a sus materiales y equipos de las acciones y efectos de los agentes externos.
Además, la instrucción técnica complementaria (ITC-23) del REBT, de obligado cumplimiento, indica que se precisa la protección contra sobretensiones transitorias, cuando:
- la línea es total o parcialmente aérea.
- es conveniente una mayor seguridad:
  - continuidad de servicio
  - valor económico de los equipos
  - pérdidas irreparables

Esta Instrucción Técnica se desarrolla más ampliamente en la Guía ITC-23, donde se detallan las situaciones en las que el uso de protección contra sobretensiones es un requisito obligatorio y en los cuales es recomendable.

#### Categorías de sobretensiones transitorias
La normativa IEC 60664-1 establece cuatro categorías de sobretensión eléctrica:
- Categoría I: El equipo está conectado a una red especial AC con medidas para reducir los transitorios. Ejemplo: Equipos con tensión suministrada a través de un filtro externo o un generador impulsado por motor.
- Categoría II: El equipo está conectado (permanentemente o no) a la tensión suministrada por el cableado del edificio. En esta categoría entran la mayoría de los aparatos conectados en el edificio. Ejemplo: Electrodomésticos.
- Categoría III: El equipo que será una parte integral del cableado del edificio. Ejemplo: Paneles de fusibles.
- Categoría IV: El equipo que se conectará al punto donde la red eléctrica entra al edificio. Ejemplo: Contadores de electricidad.